# Waldemar Wappenhans
Waldemar Wappenhans, född 21 oktober 1893 i Berlin, död 2 december 1967 i Hannover, var en tysk SS-Gruppenführer och generallöjtnant i polisen. Under andra världskriget var han SS- och polischef i Wolhynien-Brest-Litovsk (1941–1942), Nikolajew (1942–1943) och Dnjepropetrowsk-Krivoi-Rog (1942–1943).